# Tadeusz Seweryn

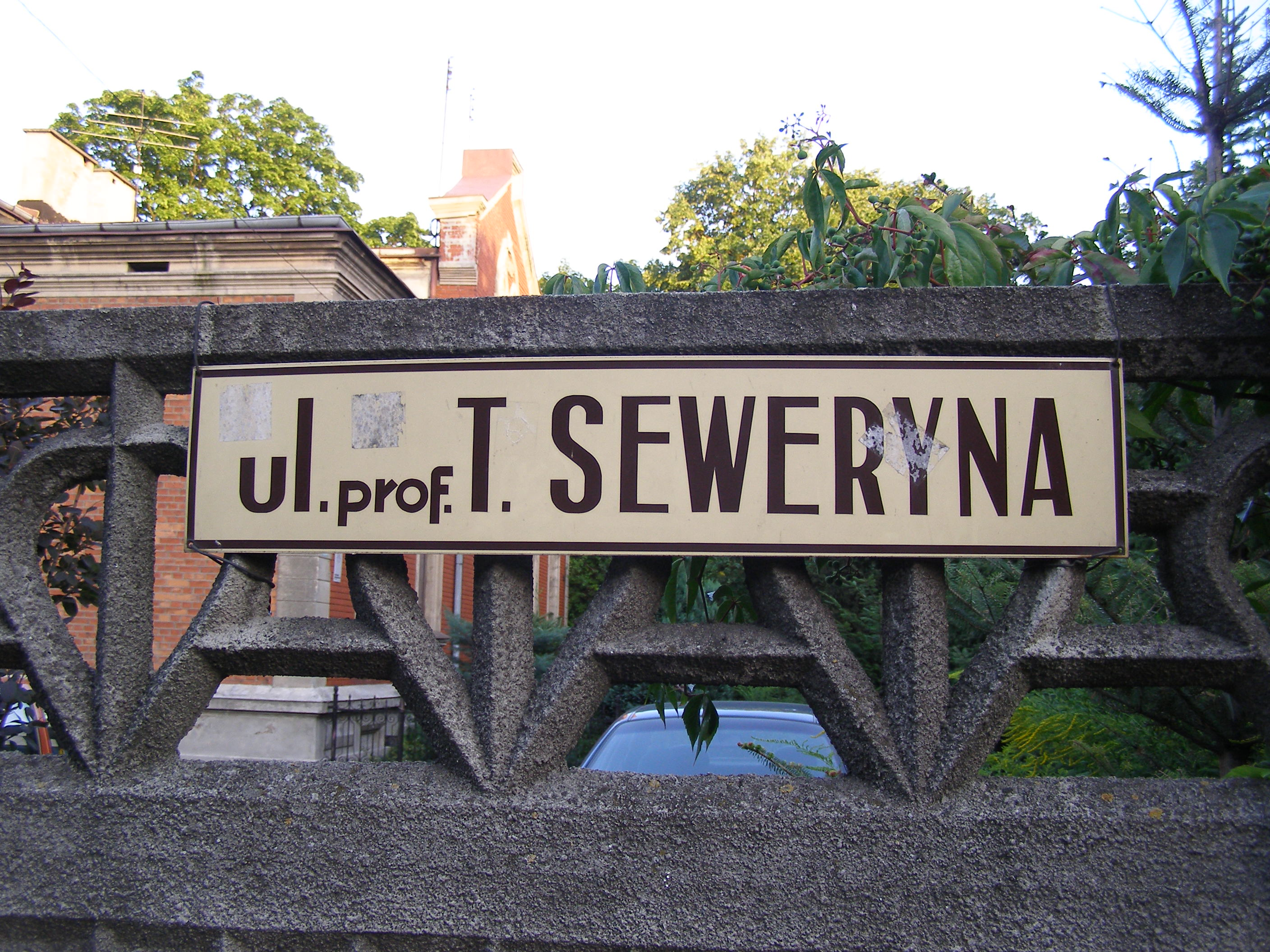
ul. Tadeusza Seweryna w Tomaszowie Mazowieckim

Tadeusz Seweryn, ps. „Białowąs”, „Boryna”, „Socha”, „Maksymilian Kulesza” (ur. 21 sierpnia 1894 w Żabnie, zm. 17 stycznia 1975 w Krakowie) – etnograf, malarz, grafik, muzeolog i badacz sztuki ludowej.

## Życiorys
Był synem Wojciecha i Antoniny z Kwiecińskich. Miał siostrę i czterech braci. W 1906 roku ukończył szkołę powszechną w Jeleśni. Uczęszczał do gimnazjum w Nowym Sączu i Krakowie, gdzie zdał maturę w 1913 roku. Następnie podjął studia na Wydziale Filozoficznym Uniwersytetu Jagiellońskiego (studiował historię sztuki, literaturę i prawo). Równolegle studiował na Akademii Sztuk Pięknych. Na obu uczelniach uzyskał absolutorium, należał do Związku Strzeleckiego. Wraz z wybuchem I wojny światowej wstąpił do Legionów, ale ze względu na stan zdrowia po kilku dniach został zwolniony ze służby. Od lutego 1917 pracował w Archiwum Legionów.
Zgodnie z rozkazem Józefa Piłsudskiego, by nie składać przysięgi na wierność cesarzowi austriackiemu zdezerterował. Aresztowany przez żandarmerię austriacką, osadzony został w obozie jeńców legionowych w Witkowicach. Wkrótce otrzymał przydział na front włoski, po czym zbiegł do Królestwa Kongresowego i zatrzymał się w Janowie Lubelskim pod przybranym nazwiskiem Maksymilian Kulesza. W 1918 roku wraz z W. Jabłońskim i uczniami miejscowego gimnazjum w którym uczył łaciny i niemieckiego, zorganizował kampanię przeciw stacjonującemu w mieście oddziałowi austriackiemu, doprowadzając do rozbrojenia i wypędzenia żołnierzy. Rok później utworzył w Janowie regionalne muzeum i prowadził wraz z uczniami akcję zbierania materiałów etnograficznych.
Podczas wojny polsko-bolszewickiej uformował dwa szwadrony ochotników-uczniów i wstąpił do partyzanckiego oddziału F. Jaworskiego walczącego w województwie lubelskim i na Podlasiu. Po zakończeniu wojny uczył historii w seminarium nauczycielskim w Tomaszowie Mazowieckim (do 1929 roku), prowadził badania terenowe, założył Koło Krajoznawcze, a pod jego kierunkiem uczniowie opracowali materiał pt. Zamki drewniane przy drzwiach (Prace Kom. Etnogr. PAU 3, 1927). Za jego sprawą, i przy udziale uczniów, powstało w Tomaszowie Muzeum Regionalne, a w 1926 tygodnik „Echo Mazowieckie”.
W 1924 roku uzyskał stypendium, dzięki któremu odbył dwuletnie studia we Włoszech i Francji. W 1926 roku został członkiem Komisji Etnograficznej Polskiej Akademii Umiejętności, w 1929 na stałe przeprowadził się do Krakowa i podjął pracę w I Państwowym Gimnazjum im. B. Nowodworskiego jako nauczyciel rysunków. W tym samym czasie pracował w Muzeum Etnograficznym w Krakowie (od 1930 roku na stanowisku kustosza). W 1930 roku uzyskał stopień doktora na podstawie rozprawy Pokucka majolika ludowa. W tym samym roku opuścił Polskę, by prowadzić badania porównawcze w Jugosławii, Czechosłowacji i na Węgrzech.
Poza pracą etnografa Tadeusz Seweryn udzielał się w zrzeszeniach artystycznych, należał m.in. do Cechu Artystów Plastyków „Jednoróg”. Tworzył obrazy olejne, akwarele i drzeworyty, które były wystawiane w wielu miastach Polski.
Po śmierci Seweryna Udzieli objął stanowisko dyrektora Muzeum Etnograficznego w Krakowie i kierował nim do 1965 roku (poza okresem okupacji). W 1939 roku uzyskał habilitację na Uniwersytecie Poznańskim u Eugeniusza Frankowskiego. Wybuch wojny uniemożliwił zatwierdzenie habilitacji przez ministerstwo. Podczas wojny działał w Związku Walki Zbrojnej, po zdekonspirowaniu w lutym 1941 roku, do końca okupacji ukrywał się pod fałszywymi nazwiskami; pełnił funkcję kierownika Walki Cywilnej w okręgu krakowskim. W 1943 roku kierował Ruchem Oporu Społecznego okręgowej delegatury rządu londyńskiego, zajmował się likwidacją konfidentów i sabotażem niemieckich kontyngentów żywnościowych i karaniem kolaborantów. W lutym 1943 utworzył na terenie Krakowa Radę Pomocy Żydom „Żegota”, pisał również ulotki, odezwy i artykuły w prasie konspiracyjnej. 13 kwietnia 1945 aresztowany przez Urząd Bezpieczeństwa, zwolniony po kilku miesiącach powrócił na stanowisko dyrektora Muzeum Etnograficznego.
W 1948 roku założył periodyk „Kwartalnik Muzealny” i przez 2 lata był jego redaktorem naczelnym. Poza działalnością muzealną zajmował się sztuką. W latach 1945–1975 opublikował 151 tekstów, m.in. na temat ikonografii etnograficznej, żelazorytu, wycinanek, ubiorów ludowych i teorii sztuki ludowej.
Poza pracą naukową angażował się w działalność społeczną i dydaktyczną: prowadził wykłady o sztuce ludowej na Uniwersytecie Jagiellońskim i w Wyższej Szkole Pedagogicznej. Od 1948 roku członek korespondent PAU, od 1954 – profesor nadzwyczajny. Działał w Polskim Towarzystwie Ludoznawczym, w latach 1945–1950 redaktor Ludu, w latach 1949–1961 współredagował Atlas Polskich Strojów Ludowych, a w latach 1957–1966 członek komitetu redakcyjnego Literatury Ludowej. W latach 1956–1961 – prezes Zarządu Głównego PTL, od 1972 – członek honorowy towarzystwa. W latach 1957–1967 był członkiem zespołu redakcyjnego Polskiej Sztuki Ludowej. Był również współredaktorem Słownika starożytności słowiańskich (napisał do niego 32 hasła).
W 1964 roku został honorowym członkiem Towarzystwa Przyjaciół Sztuk Pięknych, w którym przez wiele lat działał. Do roku 1956 wystawiał swoje prace w salonach malarskich pod patronatem TPSP w krakowskim Pałacu Sztuki.
Odznaczony Krzyżem Walecznych oraz Złotym Krzyżem Zasługi z Mieczami, otrzymał też stopień majora.
W 1982 roku Instytut Jad Waszem podjął decyzję o przyznaniu Tadeuszowi Sewerynowi tytułu Sprawiedliwego wśród Narodów Świata.
Od 1931 roku był żonaty z Teresą z Sobolewskich, miał dwie córki.
Pochowany został na cmentarzu Rakowickim w Krakowie (kwatera LXXVIII-17-41).

## Ordery i odznaczenia
- Krzyż Walecznych
- Złoty Krzyż Zasługi z Mieczami
- Złoty Krzyż Zasługi (22 lipca 1952)[8]
- Medal Sprawiedliwy wśród Narodów Świata (pośmiertnie, 1982)

## Wybrane publikacje

### Książki
- O Chrystusie Frasobliwym. Figurki–legendy–świątkarze, Kraków 1926.
- Krakowskie skrzynie malowane, Kraków 1928.
- Pokucka majolika ludowa, Kraków 1929.
- Parzenice góralskie, Kraków 1930.
- Podłaźniki, Kraków 1932.
- Polskie malarstwo ludowe, Kraków 1937.
- Sztuka ludowa w Polsce. Malarstwo–rzeźba–grafika. Katalog wystawy, Kraków 1948.
- Ludowa kultura materialna, Kraków 1954.
- Staropolska grafika ludowa, Warszawa 1956.
- Kapliczki i krzyże przydrożne w Polsce, Warszawa 1958.
- Polskie zabawki ludowe, Warszawa 1960.
- Strój krakowiaków wschodnich, Wrocław 1960
- Tradycje i zwyczaje krakowskie, Kraków 1961.
- Świątkarz powsinoga, Warszawa 1963.
- Technicy i wynalazcy ludowi, Warszawa 1971.

### Artykuły
- O sławnym garncarzu polskim Aleksandrze Bachmińskim recte Bachmatniku, „Rzeczy Piękne” 5, 1925, nr 4.
- O narodowości pokuckich garncarzy, „Kurier Literacko-Naukowy” 1926, nr 29.
- Historia powstania i rozwoju m. Tomaszowa Mazowieckiego (1789–1900), „Echo Mazowieckie” R. 2, 1927, nr 33, s. 7–32.
- Kaszubskie obrazy na szkle, „Ilustrowany Kurjer Codzienny”, 1929 nr 149, Dod. Kurjer Literacko-Naukowy.
- Technika malowania ludowych obrazów na szkle, „Lud” t. 10, 1931.
- Józef Markowski – górnik wielicki, PSL 1952 nr 3.
- Niszczenie dzieł sztuki wynikiem zabiegów magicznych, PSL, 1953, R. 7, nr 3.
- Kultura ludowa Odrodzenia, PSL VIII, 1954 nr 4.
- Zakres przedmiotowy sztuki ludowej, PSL VIII, 1954, nr 5.
- Ludowa świecka rzeźba monumentalna, PSL IX, 1955 nr 2
- Arcydzieła żelazorytu ludowego, PSL IX, 1955 nr 6.
- Zabawki ludowe jako odbicie zwyczajów, obyczajów, magii i legend, PSL, 1957, R. 11, nr 1, s. 3–20.
- Cukrowe dziwy, PSL XX, 1966 nr 3/4.